# Maarten Van Cauwenberghe
Maarten Van Cauwenberghe (Beveren, 15 april 1976) is een Belgisch muzikant, componist en dj.

## Biografie
Van Cauwenberghe studeerde voor handelsingenieur aan de KU Leuven en schreef zich daarna in aan de Jazzstudio in Antwerpen. Na zijn studies sloot Van Cauwenberghe zich aan bij het gezelschap van Jan Fabre, voor wie hij werkte als muzikant en performer.
In 2007 richtte hij de compagnie Voetvolk op, samen met danseres en choreografe Lisbeth Gruwez. Het duo maakte ondertussen tien (dans)voorstellingen, waarin de symbiose tussen auditieve prikkels en beweging centraal staat.
In 2016 ontving Van Cauwenberghe - als zakelijk leider van Voetvolk - de Vlaamse Cultuurprijs voor Cultureel Ondernemerschap.
Van Cauwenberghe heeft videoclips geregisseerd voor A Brand, Millionaire en Vive la Fête. Als muzikant was hij stichtend lid van Babyjohn, waarmee hij twee studioalbums opnam, en van de band Dendermonde.
In 2018 bracht Van Cauwenberghe bij Rotkat Records en onder de naam van Voetvolk de dubbelelpee Bring It to Our Senses uit, de verzameling composities die hij schreef voor de voorstellingen It's going to get worse and worse and worse, my friend, AH/HA en We're pretty fuckin' far from okay.
In het najaar van datzelfde jaar kwam met de Original Music from The Sea Within een tweede plaat uit, met de soundtrack voor de voorstelling The Sea Within, gecomponeerd door Van Cauwenberghe, Bjorn Eriksson en Elko Blijweert.

## Varia
Van Cauwenberghe vertolkte ook de rol van 'Maarten' in Het Geslacht De Pauw.